# Шкелёнок, Николай Осипович
Никола́й О́сипович Шкелёнок, (бел. Мікалай Восіпавіч Шкялёнак (1899 — январь-февраль или лето 1946?) — белорусский политик-националист.
Родился в 1899 году в деревне Пекотино (ныне Миорский район, Витебская область, Республика Беларусь).
Окончил юридический факультет Виленского университета (1930). Входил в круг сторонников В. Годлевского, был членом редколлегии газеты «Беларускі Фронт», входил в руководство Белорусской партии независимости. С 1940 г. — в Берлине, редактор газеты «Раніца». Основатель Белорусского комитета самопомощи.
С 1943 г. — в Минске. Редактировал пронацистскую «Беларускую газету». Первый вице-президент Белорусской центральной рады. Один из организаторов Второго всебелорусского конгресса в июне 1944 г. в Минске. В 1944-45 гг. — в Берлине.
В июне 1945 года проник в Польшу с целью участия в белорусском антисоветском движении. Летом 1946 года он с отрядом из 35 человек попал в засаду под Городеей, которую устроил МГБ. В ходе боя был убит. По другой информации, скончался в госпитале в Минске, по третьей — арестован в конце 1945 года и казнён в январе-феврале 1946 года.